# Klaus Schwab
Klaus Schwab (Ravensburg, 30 marzo 1938) è un economista tedesco, fondatore ed ex presidente del Forum economico mondiale (WEF).

## Biografia
Figlio di Erika Epprecht e Eugen Wilhelm Schwab. Durante la seconda guerra mondiale la famiglia, vista con sospetto a causa della nazionalità svizzera, fu tenuta sotto osservazione dalla Gestapo. Schwab ha frequentato la prima e la seconda elementare in Svizzera, nel villaggio di Au, nel Canton Zurigo, dove la famiglia si era trasferita essendo il padre direttore dell'azienda Escher Wyss. In Germania ha poi frequentato lo Spohn-Gymnasium di Ravensburg fino alla maturità nel 1957.
Nel 1961 si è laureato in ingegneria meccanica presso il Politecnico federale di Zurigo. Ha inoltre conseguito un dottorato in economia presso l'Università di Friburgo, e un Master in Pubblica Amministrazione presso la John F. Kennedy School of Government presso l'Università di Harvard.
Klaus Schwab è professore di economia politica all'Università di Ginevra, nonché fondatore e direttore esecutivo del Forum economico mondiale (o forum di Davos).

### Forum economico mondiale (Davos)
Segnato dalla lettura e dal successo dell'American Challenge di Jean-Jacques Servan-Schreiber, Klaus Schwab organizzò con sede a Ginevra l'European Management Symposium nel 1971, ribattezzato WEF nel 1987. Inizialmente si rivolgeva a un pubblico europeo. Il Forum (in inglese: "World Economic Forum") è famoso per il suo incontro annuale a Davos, in Svizzera, che attira imprenditori, capi di Stato e politici di tutto il mondo, oltre a intellettuali e giornalisti, per discutere le questioni più importanti e urgenti del pianeta, anche nei settori della salute e dell'ambiente. Nonostante la fondazione non abbia fini di lucro, Jacques Attali in un'intervista al quotidiano La Liberté crede che "Davos sia un'operazione commerciale molto efficiente in cui bisogna pagare molti soldi per partecipare".
Nel 2015 il WEF è stato formalmente riconosciuto dal governo svizzero come "organismo internazionale".
Nel 2024 diverse accuse pesanti sono state fatte contro Klaus Scwhab da ex impiegati e da personale del WEF: razzismo, molestie sessuali, donne licenziate perché incinte, e tanto altro. Il WEF ha prontamente smentito tutte le accuse.
Nell'aprile 2025, Klaus Schwab si dimette dalla carica di presidente del World Economic Forum, da lui fondato nel 1971.

## Vita privata
Schwab è sposato dal 1971 con Hilde Schwab, una sua ex assistente. Il matrimonio ebbe luogo nella valle del Sertig in una chiesa riformata. La coppia vive a Cologny in Svizzera. Gli Schwab hanno due figli, Nicole e Olivier. Nicole Schwab ha co-fondato il Gender Equality Project.

## Riconoscimenti
Tra gli altri premi, Schwab è stato insignito del Premio Dan David È membro onorario dell'FC Bayern Monaco.

## Onorificenze
Schwab ha ricevuto numerosi dottorati ad honorem da istituzioni tra cui la London School of Economics, la National University of Singapore, il Korea Advanced Institute of Science and Technology (KAIST).

## Pubblicazioni

### in tedesco
- Der längerfristige Exportkredit als betriebswirtschaftliches Problem des Maschinenbaues (untersucht am Beispiel der Bundesrepublik Deutschland), Offenbach 1965 (anche tesi al Politecnico federale di Zurigo)
- Der Exportkredit. Esportatore Hinweise für den deutschen, Francoforte sul Meno, 1966
- Öffentliche Investitionen und wirtschaftliches Wachstum, Ravensburg, 1966 (anche tesi all'Università di Friburgo)
- Modern Unternehmensführung im Maschinenbau (con Hein Kroos), Francoforte sul Meno, 1971
- Chancemanagement, Düsseldorf, 1976
- COVID-19. Der große Umbruch (con Thierry Malleret). Forum Publishing, Ginevra, 2020 ISBN 978-2940631193

### in inglese
- Superare l'indifferenza. Dieci sfide chiave nel mondo in evoluzione di oggi. Una rassegna di idee e proposte di azione alle soglie del XXI secolo (Herausgeberschaft), New York, 1995
- The Fourth Industrial Revolution, World Economic Forum, 201 trad. La quarta rivoluzione industriale, Franco Angeli, 2016
- COVID-19: The Great Reset, con Thierry Malleret. Forum Publishing (2020). ISBN 978-2940631124

### in italiano
- La quarta rivoluzione industriale, Franco Angeli, 2016